# Valérie Hayer
Valérie Hayer (ur. 6 kwietnia 1986 w Saint-Denis-d’Anjou) – francuska polityk i działaczka samorządowa, deputowana do Parlamentu Europejskiego IX i X kadencji, przewodnicząca frakcji Odnówmy Europę.

## Życiorys
Studiowała prawo publiczne i finanse lokalne, kształciła się na Université d’Angers i na Université Panthéon-Sorbonne. Pracowała m.in. jako asystentka Jeana Arthuis. Związała się z założonym przez niego Sojuszem Centrowym.
W 2008 została radną w Saint-Denis-d’Anjou, a w 2015 radną departamentu Mayenne, objęła funkcję wiceprzewodniczącej rady generalnej. Należała do frakcji Unii Demokratów i Niezależnych, w 2018 współtworzyła frakcję radnych prezydenckiego ugrupowania LREM. W wyborach w 2019 uzyskała mandat posłanki do Europarlamentu IX kadencji. W styczniu 2024 została przewodniczącą liberalnej frakcji Odnówmy Europę.
W wyborach w 2024 otwierała listę wyborczą koalicji prezydenckiej, utrzymując mandat posłanki do PE na kolejną kadencję. Pozostała w niej na funkcji przewodniczącej grupy liberalnej.